# Birgelen
Birgelen ist ein Ortsteil der Stadt Wassenberg im nordrhein-westfälischen Kreis Heinsberg. 

## Geographie
Nördlich der Ortschaft liegen der Effelder Wald, der Ophovener Wald und der Birgelener Wald. Westlich von Birgelen liegt das Wasserschloss Elsum. Durch Birgelen fließt der Birgelener Bach.

## Geschichte
Am 1. Januar 1972 wurde die bis dahin selbständige Gemeinde Birgelen in die Gemeinde Wassenberg eingegliedert, nachdem der damalige Ortsvorsteher Peter Biermann und sein Stellvertreter Jonas D. Verhandlungen mit Wassenberg führten.

## Wappen

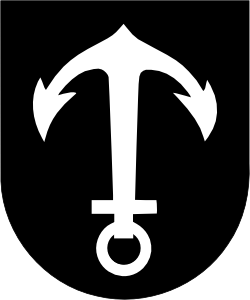
Ehemaliges Gemeindewappen

Blasonierung: „In schwarz ein aufgerichteter silberner Anker.“
Bei dem Wappen der früheren Gemeinde Birgelen handelt es sich um den Herzschild eines historischen Familienwappens. Die Familie von Leykam, die auf Schloss Elsum ansässig war, ist für den Ort von größerer Bedeutung gewesen (Freiherr von Leykam war lange Jahre Ehrenbürgermeister von Birgelen). Die Verleihung des Wappens an die Gemeinde erfolgte mit Urkunde des Innenministers NRW vom 11. Juni 1956.

## Sehenswürdigkeiten

### Schloss Elsum

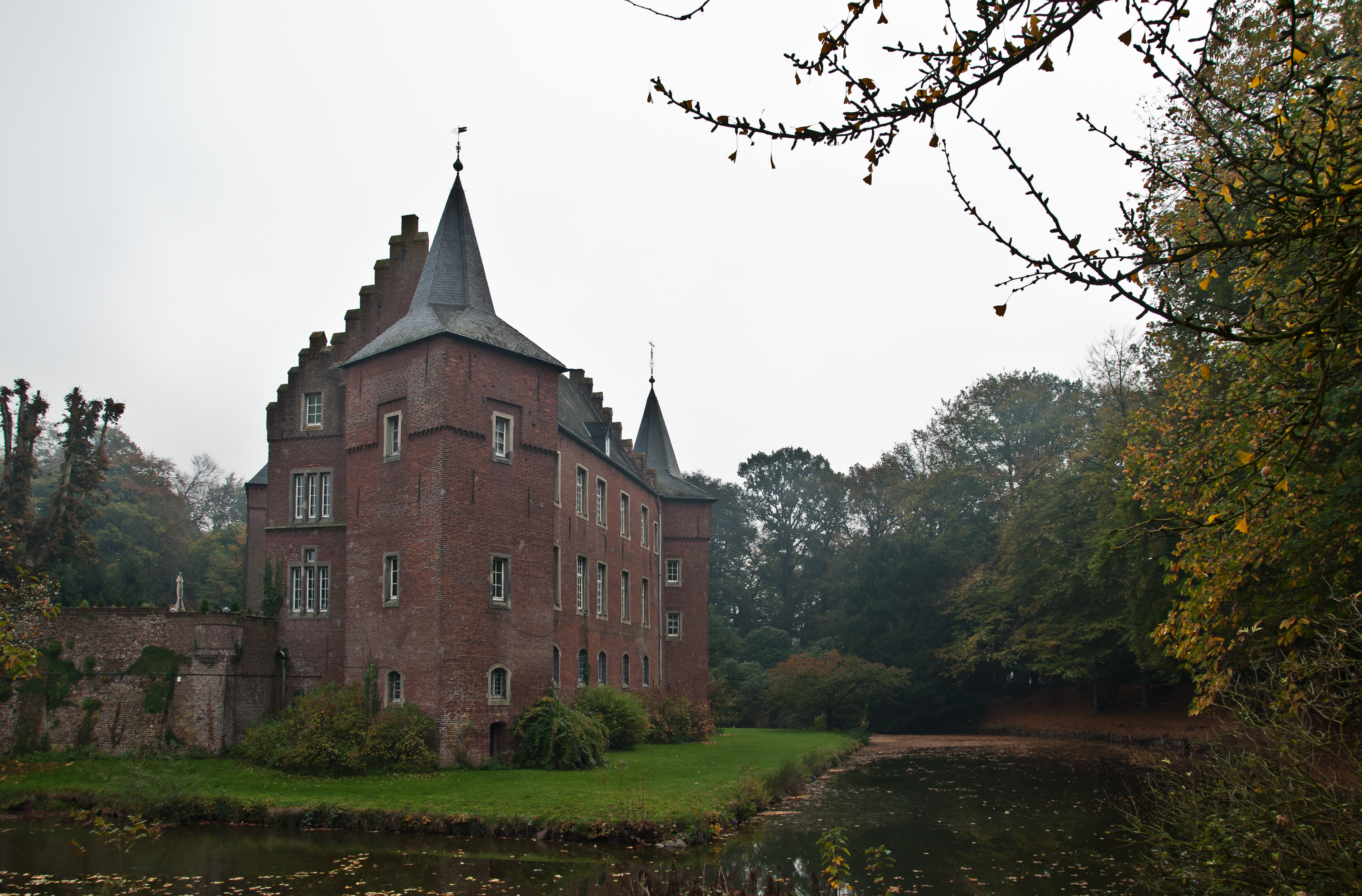
Schloss Elsum, Südwest-Ansicht

Schloss Elsum ist eine hauptsächlich in Ziegelmauerwerk errichtete zweiteilige, noch überwiegend von Wassergräben umgebene Anlage. Sie steht rund einen Kilometer westlich des Ortskerns und geht auf eine mittelalterliche Motte zurück, die seit der Schlacht von Worringen 1288 bis in das 15. Jahrhundert brabantisches Lehen und Offenhaus war. In der zweiten Hälfte des 19. Jahrhunderts ließen die Eigentümer, die Freiherren von Negri, das Wasserschloss nach Plänen des Architekten Heinrich Wiethase um- und ausbauen und gaben ihm damit seine heutige äußere Gestalt. Zum Anwesen gehört eine neugotische Schlosskapelle, die in der Nordecke der Hauptburginsel steht.

### Kirche St. Lambertus
Die ehemalige Kirche auf dem Gelände des heutigen Friedhofs wurde um 705 vom Heiligen Willibrord (658–739) gegründet und vom Heiligen Lambert von Lüttich (= Lambertus; um 635–705) geweiht, der in Birgelen Taufen vorgenommen haben soll. Nach dem um 1825/1827 erfolgten Neubau einer ebenfalls dem heiligen Lambertus geweihten Kirche in klassizistischen Formen in der Dorfmitte wurde die alte Kirche, eine zweischiffige, flachgedeckte Pfeilerbasilika des frühen 13. Jahrhunderts, um 1860 abgebrochen. Im Jahre 1935 wurde die Lambertuskirche des 19. Jahrhunderts nach einem Entwurf des Architekten Bernhard Rotterdam aus Bensberg erweitert. An der Stelle der alten Kirche wurde 1870 die Grabkapelle der Freiherrn von Leykam errichtet.

### Birgelener Pützchen

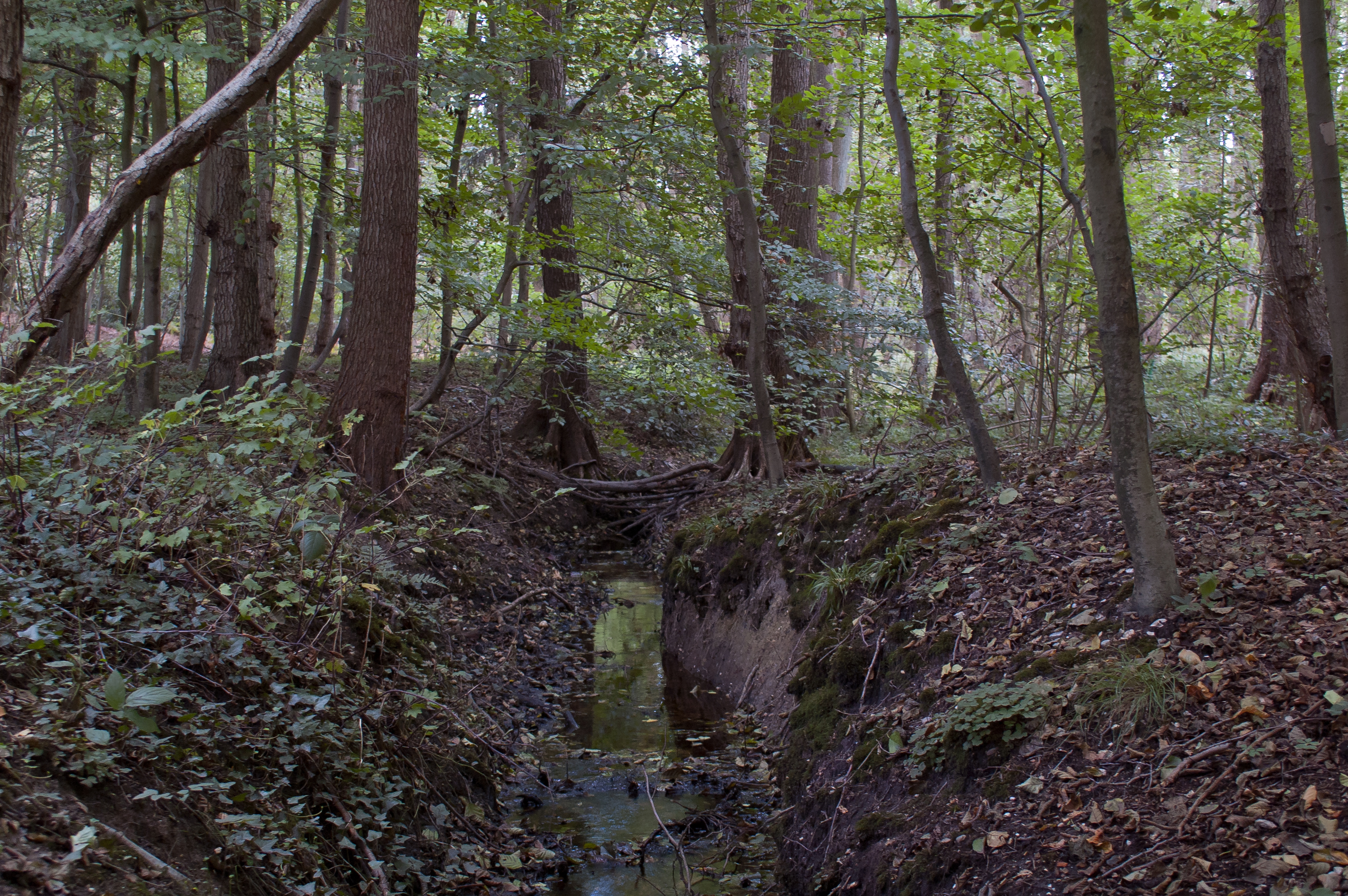
Birgeler Bach

Ferner liegt im Birgeler Wald die Marienwallfahrtskapelle „Birgelener Pützchen“ mit dem 1863 über einem Brunnen (Pütz) errichteten Vorraum und dem achteckigen Hauptraum von 1933. Entlang des Weges zum Pützchen steht ein im Jahre 1910 gestifteter Kreuzweg. Der Ursprung der Andachtsstätte wird ebenfalls auf das Wirken des Heiligen Willibrord zurückvermutet. Bereits früher soll es an diesem Platz eine heidnische Opferstelle gegeben haben.

## Infrastruktur

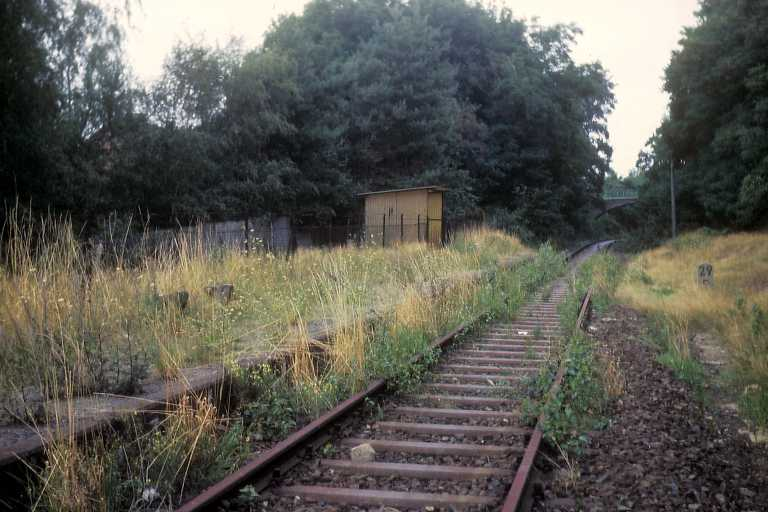
Der Haltepunkt Birgelen an der Bahnstrecke Jülich-Dalheim, nach der Stilllegung

Die nächste Autobahnanschlussstelle ist Hückelhoven-West auf der A 46.
Birgelen war bis 1983 über die Bahnstrecke Jülich–Dalheim an das Eisenbahnnetz angeschlossen. Der frühere Haltepunkt Birgelen ist mittlerweile größtenteils abgerissen und zugewachsen. Man findet aber noch das Gerüst des Haltestellenhäuschens vor. Unter der Straßenbrücke am Haltepunkt wurde die Trasse aufgefüllt und die Straße verbreitert. Heute ist an dieser Stelle ein Spielplatz zu finden.
Die AVV-Buslinie 405 der WestVerkehr verbindet Birgelen wochentags mit Wassenberg, Erkelenz und Heinsberg. Abends und am Wochenende kann der MultiBus angefordert werden.
| Linie | Verlauf |
| ----- | --- |
| 405   | Erkelenz Bf – (Erkelenz ZOB –) (Grambusch – Schwanenberg – Gerderhahn –) Gerderath – Myhl – Wassenberg – Birgelen – Schloss Elsum – Effeld – Steinkirchen – Ophoven – Kempen – Karken – Heinsberg Busbf (– Heinsberg Agentur für Arbeit) |

Birgelen verfügt über einen Kindergarten und eine Grundschule.

## Trivia
Auf der Topographischen Karte 1:50.000, Blatt L4902 Heinsberg, 6. Auflage 1983, wurden die Ortsnamen Birgelen (eigentlich bei Wassenberg) und Birgden (eigentlich bei Gangelt) vertauscht.